# Adeline Dumapong
Adeline Dumapong, coniugata Ancheta (Kiangan, 13 dicembre 1973), è una sollevatrice filippina.
È la prima sportiva paralimpica a vincere una medaglia per il proprio Paese, avendo conquistato la medaglia di bronzo a Sydney 2000 nella categoria fino a 82,5 kg.

## Biografia
Adeline Dumapong è nata a Kiangan, Ifugao, in una famiglia composta da sei figli. All'età di tre anni ha contratto la poliomielite. Ha frequentato il Bahay Mapagmahal, un istituto per giovani disabili, per poi proseguire la propria istruzione presso la NOH School, situata all'interno del Centro Ortopedico Filippino di Quezon.

## Carriera
Nel 2000 partecipa ai Giochi paralimpici di Sydney, dove compete nella categoria fino a 82,5 kg e riesce a conquistare una medaglia di bronzo, alle spalle della britannica Emma Brown e dell'egiziana Hend Abd Elaty. Con questo successo diventa la prima sportiva disabile filippina a conquistare una medaglia ai Giochi paralimpici estivi.
Successivamente è tra i 5 componenti della delegazione filippina ai Giochi paralimpici di Rio de Janeiro 2016, assieme alla portabandiera Josephine Medina (tennistavolo), Agustin Kitan (pesistica), Ernie Gawilan (nuoto) e Jerrold Pete Mangliwan (atletica leggera).

## Palmarès
- Giochi paralimpici

Sydney 2000: bronzo nella categoria fino a 82,5 kg